# Coupe du monde B de combiné nordique 1993
Navigation
1991 — 1992 1993 — 1994
| \| Predazzo Liberec Bad Goisern Oberhof Hinterzarten Szczyrk Chaux-Neuve \| Les sites des compétitions |
| Predazzo Liberec Bad Goisern Oberhof Hinterzarten Szczyrk Chaux-Neuve                                  |

La coupe du monde B de combiné nordique 1992 — 1993 fut la troisième édition de la coupe du monde B de combiné nordique, compétition de combiné nordique organisée annuellement de 1991 à 2008 et devenue depuis la coupe continentale.
Elle s'est déroulée du 19 décembre 1992 au 14 mars 1993, en 7 épreuves.
Cette coupe du monde B a débuté en Italie, dans la station de Predazzo et a fait étape au cours de la saison
en Tchécoslovaquie (Liberec),
en Autriche (Bad Goisern),
en Pologne (Szczyrk),
en Allemagne (Oberhof et Hinterzarten),
pour s'achever en France, à Chaux-Neuve.
Elle a été remportée par l'allemand Thomas Abratis.

## Classement général
| Rang | Nom               |
| ---- | ----------------- |
| 1    | Thomas Abratis    |
| 2    | Enrico Heisig     |
| 3    | Falk Weber        |
| 4    | Josef Kovařík     |
| 5    | Markus Wüst       |
| 6    | Satoshi Mori      |
| 7    | Sylvain Guillaume |
| 8    | Ralph Leonhardt   |
| 9    | Roland Schmidt    |
| 10   | Tino Feix         |
| 11   | Günther Csar      |
| 12   | Frédéric Baud     |

## Calendrier
| Date            | Épreuve     | Vainqueur         | Deuxième            | Troisième           |
| 1. Predazzo     |             |                   |                     |                     |
| 19/12/1992      | K90 / 15 km | Falk Schwaar (de) | Enrico Heisig       | Josef Kovařík       |
| 2. Liberec      |             |                   |                     |                     |
| 09/01/1993      | K90 / 15 km | Josef Kovařík     | Knut Borge Andersen | Georg Riedelsperger |
| 3. Bad Goisern  |             |                   |                     |                     |
| 14/02/1993      | K90 / 15 km | Falk Weber        | Markus Wüst         | Thomas Abratis      |
| 4. Szczyrk      |             |                   |                     |                     |
| 21/02/1993      | K90 / 15 km | Markus Wüst       | Thomas Abratis      | Enrico Heisig       |
| 5. Oberhof      |             |                   |                     |                     |
| 28/02/1993      | K90 / 15 km | Thomas Abratis    | Einar Brendryen     | Enrico Heisig       |
| 6. Hinterzarten |             |                   |                     |                     |
| 7/03/1993       | K90 / 15 km | Thomas Abratis    | Sylvain Guillaume   | Falk Weber          |
| 7. Chaux-Neuve  |             |                   |                     |                     |
| 14/03/1993      | K90 / 15 km | Sylvain Guillaume | Thomas Abratis      | Frédéric Baud       |